# 密室之不可靠岸
《密室之不可靠岸》（英語：Lost in Panic Cruise），2011年10月27日在中国大陆上映的悬疑片。

## 剧情
该片讲述侦探柳飞云参加好友董磊的在轮船上的婚礼，并智破轮船上发生的杀人案。

## 演员
| 演员   | 角色   | 备注                               |
| 苏有朋 | 柳飞云 | 侦探                               |
| 杨坤   | 董磊   | 富二代                             |
| 倪虹洁 | 苏静静 | 董磊的新婚妻子，柳飞云的初恋情人。 |
| 吳辰君 | 韓菲菲 |                                    |
| 周韋彤 | 朱迪   | 患有心臟病                         |

## 主題曲
《會不會》由楊坤演唱並由美國著名作曲家洛珊·西门、和弗雷德里克·萨姆森作曲，崔恕填詞，張亞東製作。

## 幕后
该片拍摄异常艰辛，主演苏有朋说他们拍摄的主要时间都是在一艘轮船上虽然可以每天观赏大海的美丽风情，却在吊威亚上付出了辛勤的汗水，少数累的日子里睡眠都不足三小时。
该片主创作团队认为该片将获得一亿元的票房收入，主演苏有朋承诺：如果达到了，将裸游。

## 评价
导演张番番：“中国电影不缺大片，但缺原创的好作品，相信《密室之不可靠岸》会给所有人一个惊喜。”